# Droga wojewódzka 354
Die Droga wojewódzka 354 (DW 354) ist eine neun Kilometer lange Droga wojewódzka (Woiwodschaftsstraße) in der polnischen Woiwodschaft Niederschlesien, die die Droga wojewódzka 352 in Zatonie mit Sieniawka und Deutschland verbindet. Die Strecke liegt im Powiat Zgorzelecki.

## Streckenverlauf
Woiwodschaft Niederschlesien, Powiat Zgorzelecki
-  Bogatynia (Reichenau in Sachsen) (DW 352)
-  Sieniawka (Kleinschönau) (DK 332)